# DFBポカール決勝戦の一覧

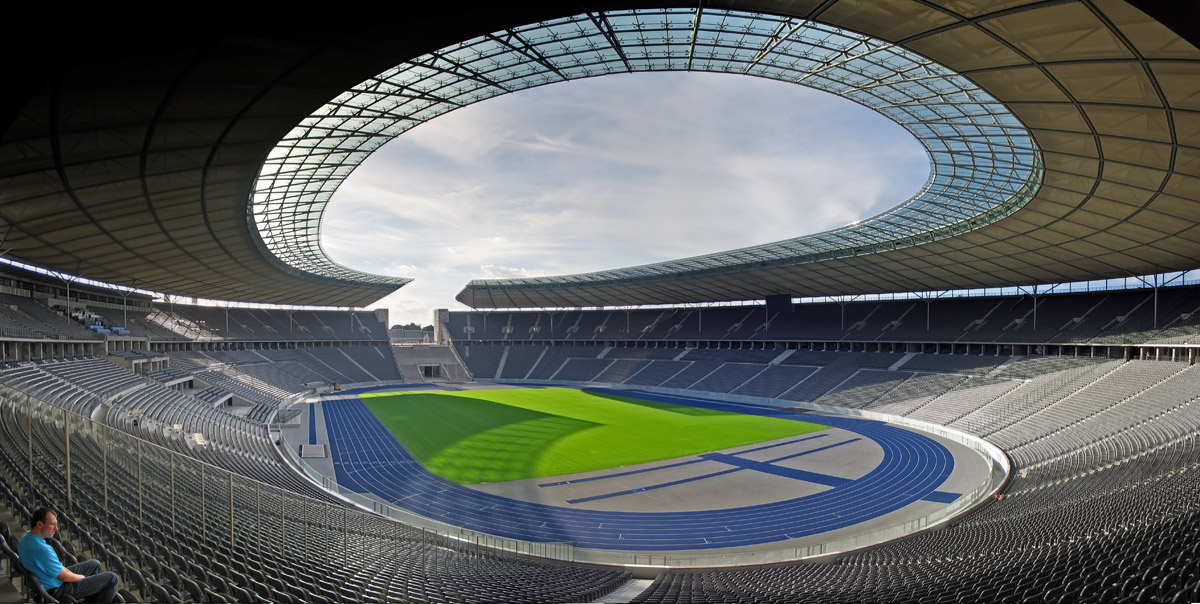
ベルリンのオリンピックスタジアムは1985年から決勝戦を開催している。

DFBポカール決勝戦の一覧は、1935年にこの大会がチャンマーポカールとして導入されて以来のDFBポカール決勝戦がすべて含まれている。
DFBポカール決勝は通常、ドイツサッカーシーズンの終わりに開催されます。1970年と1974年のように、FIFAワールドカップ開催の影響で、決勝戦が翌シーズンの初めに開催されることもありました。正確な日程は長年にわたり変更されてきました。1984年までは、決勝戦はフランクフルト、シュトゥットガルト、ハノーバー、デュッセルドルフなど、様々な会場で開催されていました。
1985年以来、ベルリン・オリンピアシュタディオンは決勝戦の固定会場となっている。ドイツサッカー連盟（DFB）とベルリン市は、2015年に期限切れとなる契約の延長に合意したため、少なくとも2020年まではこの契約が維持される。
1981年に女子DFBポカールが導入されて以来2009年までは、1983年の決勝を除き、女子決勝は男子決勝の直前に同じスタジアム（1985年以降はオリンピアシュタディオン）で行われてきた。
カップ決勝でダービーが行われたのは1983年のケルンの1.FCケルンとSCフォルトゥナ・ケルンの試合のみで、ケルンで行われた。また、カップ決勝で再試合が必要となったのは1977年の1度のみで、これは1977年の試合である。初戦が延長戦で1-1の引き分けに終わった後、選手には2日間の休息が与えられた。最終的に延長戦後も同点の場合はPK戦を行うようにルールが変更された。決勝で初めてPK戦が実施されたのは1984年のことである。

## 決勝戦

### チャンマーポカール
| 年度 | 日付           | 優勝                 | スコア     | 準優勝                         | 会場                                                 | 収容人数 |
| ---- | -------------- | -------------------- | ---------- | ------------------------------ | ---------------------------------------------------- | -------- |
| 1935 | 1935年12月8日  | 1.FCニュルンベルク   | 2-0        | シャルケ04                     | ラインシュタディオン, デュッセルドルフ               | 60,000人 |
| 1936 | 1937年1月3日   | VfBライプツィヒ      | 2-1        | シャルケ04                     | オリンピアシュタディオン, ベルリン                   | 70,000人 |
| 1937 | 1938年1月9日   | シャルケ04           | 2-1        | フォルトゥナ・デュッセルドルフ | ミュンゲルスドルファー・シュタディオン, ケルン       | 72,000人 |
| 1938 | 1939年1月8日   | ラピード・ウィーン   | 3-1        | FSVフランクフルト              | オリンピアシュタディオン, ベルリン                   | 40,000人 |
| 1939 | 1940年4月28日  | 1.FCニュルンベルク   | 2-0        | ヴァルトホーフ・マンハイム     | オリンピアシュタディオン, ベルリン                   | 60,000人 |
| 1940 | 1940年12月1日  | ドレスナーSC         | 2-1 (延長) | 1.FCニュルンベルク             | オリンピアシュタディオン, ベルリン                   | 60,000人 |
| 1941 | 1941年11月2日  | ドレスナーSC         | 2-1        | シャルケ04                     | オリンピアシュタディオン, ベルリン                   | 65,000人 |
| 1942 | 1942年11月15日 | 1860ミュンヘン       | 2-0        | シャルケ04                     | オリンピアシュタディオン, ベルリン                   | 80,000人 |
| 1943 | 1943年8月31日  | ファースト・ヴィエナ | 3-2 (延長) | LSVハンブルク                  | アドルフ・ヒトラー・カンプバーン, シュトゥットガルト | 45,000人 |

### DFBポカール
| 年度    | 日付           | 優勝                                | スコア                | 準優勝                                | 会場                                                     | 収容人数 |
| ------- | -------------- | ----------------------------------- | --------------------- | ------------------------------------- | -------------------------------------------------------- | -------- |
| 1952-53 | 1953年5月1日   | ロートヴァイス・エッセン            | 2-1                   | アレマニア・アーヘン                  | ラインシュタディオン, デュッセルドルフ                   | 37,000人 |
| 1953-54 | 1954年4月17日  | VfBシュトゥットガルト               | 1-0 (延長)            | 1.FCケルン                            | ズュートヴェストシュタディオン, ルートヴィヒスハーフェン | 60,000人 |
| 1954-55 | 1955年5月21日  | カールスルーエSC                    | 3-2                   | シャルケ04                            | アイントラハト＝シュタディオン, ブラウンシュヴァイク     | 25,000人 |
| 1955-56 | 1956年8月5日   | カールスルーエSC                    | 3-1                   | ハンブルガーSV                        | ヴィルトパルクシュタディオン, カールスルーエ             | 25,000人 |
| 1956-57 | 1957年12月29日 | バイエルン・ミュンヘン              | 1-0                   | フォルトゥナ・デュッセルドルフ        | ローゼナウシュタディオン, アウクスブルク                 | 44,000人 |
| 1957-58 | 1958年11月16日 | VfBシュトゥットガルト               | 4-3 (延長)            | フォルトゥナ・デュッセルドルフ        | アウエシュタディオン, カッセル                           | 28,000人 |
| 1958-59 | 1959年12月27日 | シュヴァルツヴァイス・エッセン (II) | 5-2                   | ボルシア・ノインキルヒェン            | アウエシュタディオン, カッセル                           | 20,000人 |
| 1959-60 | 1960年10月5日  | ボルシア・メンヒェングラートバッハ  | 3-2                   | カールスルーエSC                      | ラインシュタディオン, デュッセルドルフ                   | 49,000人 |
| 1960-61 | 1961年9月13日  | ヴェルダー・ブレーメン              | 2-0                   | 1.FCカイザースラウテルン              | グリュックアウフ=カンプフバーン, ゲルゼンキルヒェン      | 18,000人 |
| 1961-62 | 1962年8月29日  | 1.FCニュルンベルク                  | 2-1 (延長)            | フォルトゥナ・デュッセルドルフ        | ニーダーザクセンシュタディオン, ハノーファー             | 41,000人 |
| 1962-63 | 1963年8月14日  | ハンブルガーSV                      | 3-0                   | ボルシア・ドルトムント                | ニーダーザクセンシュタディオン, ハノーファー             | 68,000人 |
| 1963-64 | 1964年6月13日  | 1860ミュンヘン                      | 2-0                   | アイントラハト・フランクフルト        | ネッカーシュタディオン, シュトゥットガルト               | 45,000人 |
| 1964-65 | 1965年5月22日  | ボルシア・ドルトムント              | 2-0                   | アレマニア・アーヘン (II)             | ニーダーザクセンシュタディオン, ハノーファー             | 55,000人 |
| 1965-66 | 1966年6月4日   | バイエルン・ミュンヘン              | 4-2                   | マイデリヒャーSV                      | ヴァルトシュタディオン, フランクフルト                   | 60,000人 |
| 1966-67 | 1967年6月10日  | バイエルン・ミュンヘン              | 4-0                   | ハンブルガーSV                        | ネッカーシュタディオン, シュトゥットガルト               | 68,000人 |
| 1967-68 | 1968年6月9日   | 1.FCケルン                          | 4-1                   | VfLボーフム (II)                      | ズュートヴェストシュタディオン, ルートヴィヒスハーフェン | 60,000人 |
| 1968-69 | 1969年6月14日  | バイエルン・ミュンヘン              | 2-1                   | シャルケ04                            | ヴァルトシュタディオン, フランクフルト                   | 64,000人 |
| 1969-70 | 1970年8月29日  | キッカーズ・オッフェンバッハ (II)   | 2-1                   | 1.FCケルン                            | ニーダーザクセンシュタディオン, ハノーファー             | 50,000人 |
| 1970-71 | 1971年6月19日  | バイエルン・ミュンヘン              | 2-1 (延長)            | 1.FCケルン                            | ネッカーシュタディオン, シュトゥットガルト               | 71,000人 |
| 1971-72 | 1972年7月1日   | シャルケ04                          | 5-0                   | 1.FCカイザースラウテルン              | ニーダーザクセンシュタディオン, ハノーファー             | 61,000人 |
| 1972-73 | 1973年6月23日  | ボルシア・メンヒェングラートバッハ  | 2-1 (延長)            | 1.FCケルン                            | ラインシュタディオン, デュッセルドルフ                   | 69,600人 |
| 1973-74 | 1974年8月17日  | アイントラハト・フランクフルト      | 3-1 (延長)            | ハンブルガーSV                        | ラインシュタディオン, デュッセルドルフ                   | 52,800人 |
| 1974-75 | 1975年6月21日  | アイントラハト・フランクフルト      | 1-0                   | MSVデュースブルク                     | ニーダーザクセンシュタディオン, ハノーファー             | 43,000人 |
| 1975-76 | 1976年6月26日  | ハンブルガーSV                      | 2-0                   | 1.FCカイザースラウテルン              | ヴァルトシュタディオン, フランクフルト                   | 61,000人 |
| 1976-77 | 1977年5月28日  | 1.FCケルン                          | 1-1 (延長)            | ヘルタBSC                             | ニーダーザクセンシュタディオン, ハノーファー             | 54,000人 |
| 1976-77 | 1977年5月30日  | 1.FCケルン                          | 1-0 (再試合)          | ヘルタBSC                             | ニーダーザクセンシュタディオン, ハノーファー             | 35,000人 |
| 1977-78 | 1978年4月15日  | 1.FCケルン                          | 2-0                   | フォルトゥナ・デュッセルドルフ        | パルクシュタディオン, ゲルゼンキルヒェン                 | 70,000人 |
| 1978-79 | 1979年6月23日  | フォルトゥナ・デュッセルドルフ      | 1-0 (延長)            | ヘルタBSC                             | ニーダーザクセンシュタディオン, ハノーファー             | 56,000人 |
| 1979-80 | 1980年6月4日   | フォルトゥナ・デュッセルドルフ      | 2-1                   | 1.FCケルン                            | パルクシュタディオン, ゲルゼンキルヒェン                 | 65,000人 |
| 1980-81 | 1981年5月2日   | アイントラハト・フランクフルト      | 3-1                   | 1.FCカイザースラウテルン              | ネッカーシュタディオン, シュトゥットガルト               | 71,000人 |
| 1981-82 | 1982年5月1日   | バイエルン・ミュンヘン              | 4-2                   | 1.FCニュルンベルク                    | ヴァルトシュタディオン, フランクフルト                   | 61,000人 |
| 1982-83 | 1983年6月11日  | 1.FCケルン                          | 1-0                   | フォルトゥナ・ケルン (II)             | ミュンゲルスドルファー・シュタディオン, ケルン           | 61,000人 |
| 1983-84 | 1984年5月31日  | バイエルン・ミュンヘン              | 1-1 (延長) (7-6 PK戦) | ボルシア・メンヒェングラートバッハ    | ヴァルトシュタディオン, フランクフルト                   | 61,146人 |
| 1984-85 | 1985年5月26日  | バイエル05ユルディンゲン            | 2-1                   | バイエルン・ミュンヘン                | オリンピアシュタディオン, 西ベルリン                     | 70,398人 |
| 1985-86 | 1986年5月3日   | バイエルン・ミュンヘン              | 5-2                   | VfBシュトゥットガルト                 | オリンピアシュタディオン, 西ベルリン                     | 76,000人 |
| 1986-87 | 1987年6月20日  | ハンブルガーSV                      | 3-1                   | シュトゥットガルター・キッカーズ (II) | オリンピアシュタディオン, 西ベルリン                     | 76,000人 |
| 1987-88 | 1988年5月28日  | アイントラハト・フランクフルト      | 1-0                   | VfLボーフム                           | オリンピアシュタディオン, 西ベルリン                     | 76,000人 |
| 1988-89 | 1989年6月24日  | ボルシア・ドルトムント              | 4-1                   | ヴェルダー・ブレーメン                | オリンピアシュタディオン, 西ベルリン                     | 76,000人 |
| 1989-90 | 1990年5月19日  | 1.FCカイザースラウテルン            | 3-2                   | ヴェルダー・ブレーメン                | オリンピアシュタディオン, 西ベルリン                     | 76,391人 |
| 1990-91 | 1991年6月22日  | ヴェルダー・ブレーメン              | 1-1 (延長) (4-3 PK戦) | 1.FCケルン                            | オリンピアシュタディオン, ベルリン                       | 73,000人 |
| 1991-92 | 1992年5月23日  | ハノーファー96 (II)                 | 0-0 (延長) (4-3 PK戦) | ボルシア・メンヒェングラートバッハ    | オリンピアシュタディオン, ベルリン                       | 76,200人 |
| 1992-93 | 1993年6月12日  | バイエル・レヴァークーゼン          | 1-0                   | ヘルタBSC・アマテーア (III)           | オリンピアシュタディオン, ベルリン                       | 76,391人 |
| 1993-94 | 1994年5月14日  | ヴェルダー・ブレーメン              | 3-1                   | ロートヴァイス・エッセン (II)         | オリンピアシュタディオン, ベルリン                       | 76,391人 |
| 1994-95 | 1995年6月24日  | ボルシア・メンヒェングラートバッハ  | 3-0                   | VfLヴォルフスブルク (II)              | オリンピアシュタディオン, ベルリン                       | 75,717人 |
| 1995-96 | 1996年5月25日  | 1.FCカイザースラウテルン            | 1-0                   | カールスルーエSC                      | オリンピアシュタディオン, ベルリン                       | 75,800人 |
| 1996-97 | 1997年6月14日  | VfBシュトゥットガルト               | 2-0                   | エネルギー・コットブス (III)          | オリンピアシュタディオン, ベルリン                       | 76,400人 |
| 1997-98 | 1998年5月16日  | バイエルン・ミュンヘン              | 2-1                   | MSVデュースブルク                     | オリンピアシュタディオン, ベルリン                       | 75,800人 |
| 1998-99 | 1999年6月12日  | ヴェルダー・ブレーメン              | 1-1 (延長) (5-4 PK戦) | バイエルン・ミュンヘン                | オリンピアシュタディオン, ベルリン                       | 75,841人 |
| 1999-00 | 2000年5月6日   | バイエルン・ミュンヘン              | 3-0                   | ヴェルダー・ブレーメン                | オリンピアシュタディオン, ベルリン                       | 76,000人 |
| 2000-01 | 2001年5月26日  | シャルケ04                          | 2-0                   | ウニオン・ベルリン (III)              | オリンピアシュタディオン, ベルリン                       | 73,011人 |
| 2001-02 | 2002年5月11日  | シャルケ04                          | 4-2                   | バイエル04 レヴァークーゼン           | オリンピアシュタディオン, ベルリン                       | 70,000人 |
| 2002-03 | 2003年5月31日  | バイエルン・ミュンヘン              | 3-1                   | 1.FCカイザースラウテルン              | オリンピアシュタディオン, ベルリン                       | 70,490人 |
| 2003-04 | 2004年5月29日  | ヴェルダー・ブレーメン              | 3-2                   | アレマニア・アーヘン (II)             | オリンピアシュタディオン, ベルリン                       | 71,682人 |
| 2004-05 | 2005年5月28日  | バイエルン・ミュンヘン              | 2-1                   | シャルケ04                            | オリンピアシュタディオン, ベルリン                       | 74,349人 |
| 2005-06 | 2006年4月29日  | バイエルン・ミュンヘン              | 1-0                   | アイントラハト・フランクフルト        | オリンピアシュタディオン, ベルリン                       | 74,349人 |
| 2006-07 | 2007年5月26日  | 1.FCニュルンベルク                  | 3-2 (延長)            | VfBシュトゥットガルト                 | オリンピアシュタディオン, ベルリン                       | 74,220人 |
| 2007-08 | 2008年4月19日  | バイエルン・ミュンヘン              | 2-1 (延長)            | ボルシア・ドルトムント                | オリンピアシュタディオン, ベルリン                       | 74,244人 |
| 2008-09 | 2009年5月30日  | ヴェルダー・ブレーメン              | 1-0                   | バイエル04 レヴァークーゼン           | オリンピアシュタディオン, ベルリン                       | 72,244人 |
| 2009-10 | 2010年5月15日  | バイエルン・ミュンヘン              | 4-0                   | ヴェルダー・ブレーメン                | オリンピアシュタディオン, ベルリン                       | 75,420人 |
| 2010-11 | 2011年5月21日  | シャルケ04                          | 5-0                   | MSVデュースブルク (II)                | オリンピアシュタディオン, ベルリン                       | 75,708人 |
| 2011-12 | 2012年5月12日  | ボルシア・ドルトムント              | 5-2                   | バイエルン・ミュンヘン                | オリンピアシュタディオン, ベルリン                       | 75,708人 |
| 2012-13 | 2013年6月1日   | バイエルン・ミュンヘン              | 3-2                   | VfBシュトゥットガルト                 | オリンピアシュタディオン, ベルリン                       | 75,420人 |
| 2013-14 | 2014年5月17日  | バイエルン・ミュンヘン              | 2-0 (延長)            | ボルシア・ドルトムント                | オリンピアシュタディオン, ベルリン                       | 76,197人 |
| 2014-15 | 2015年5月30日  | VfLヴォルフスブルク                 | 3-1                   | ボルシア・ドルトムント                | オリンピアシュタディオン, ベルリン                       | 75,815人 |
| 2015-16 | 2016年5月21日  | バイエルン・ミュンヘン              | 0-0 (延長) (4-3 PK戦) | ボルシア・ドルトムント                | オリンピアシュタディオン, ベルリン                       | 74,322人 |
| 2016-17 | 2017年5月27日  | ボルシア・ドルトムント              | 2-1                   | アイントラハト・フランクフルト        | オリンピアシュタディオン, ベルリン                       | 74,322人 |
| 2017-18 | 2018年5月19日  | アイントラハト・フランクフルト      | 3-1                   | バイエルン・ミュンヘン                | オリンピアシュタディオン, ベルリン                       | 74,322人 |
| 2018-19 | 2019年5月25日  | バイエルン・ミュンヘン              | 3-0                   | RBライプツィヒ                        | オリンピアシュタディオン, ベルリン                       | 74,322人 |
| 2019-20 | 2020年7月4日   | バイエルン・ミュンヘン              | 4-2                   | バイエル04 レヴァークーゼン           | オリンピアシュタディオン, ベルリン                       | 0人      |
| 2020-21 | 2021年5月13日  | ボルシア・ドルトムント              | 4-1                   | RBライプツィヒ                        | オリンピアシュタディオン, ベルリン                       | 0人      |
| 2021-22 | 2022年5月21日  | RBライプツィヒ                      | 1-1 (延長) (4-2 PK戦) | SCフライブルク                        | オリンピアシュタディオン, ベルリン                       | 74,322人 |
| 2022-23 | 2023年6月3日   | RBライプツィヒ                      | 2-0                   | アイントラハト・フランクフルト        | オリンピアシュタディオン, ベルリン                       | 74,322人 |
| 2023-24 | 2024年5月25日  | バイエル04 レヴァークーゼン         | 1-0                   | 1.FCカイザースラウテルン (II)         | オリンピアシュタディオン, ベルリン                       | 75,000人 |
| 2024-25 | 2025年5月24日  | VfBシュトゥットガルト               | 4-2                   | アルミニア・ビーレフェルト (III)      | オリンピアシュタディオン, ベルリン                       | 74,036人 |

## クラブ別優勝回数
| クラブ名                           | 優勝 | 準優勝 | 優勝年度 | 準優勝年度                               |
| ---------------------------------- | ---- | ------ | --- | ---------------------------------------- |
| バイエルン・ミュンヘン             | 20   | 4      | 1957, 1966, 1967, 1969, 1971, 1982, 1984, 1986, 1998, 2000, 2003, 2005, 2006, 2008, 2010, 2013, 2014, 2016, 2019, 2020 | 1985, 1999, 2012, 2018                   |
| ヴェルダー・ブレーメン             | 6    | 4      | 1961, 1991, 1994, 1999, 2004, 2009                                                                                     | 1989, 1990, 2000, 2010                   |
| シャルケ04                         | 5    | 7      | 1937, 1972, 2001, 2002, 2011                                                                                           | 1935, 1936, 1941, 1942, 1955, 1969, 2005 |
| ボルシア・ドルトムント             | 5    | 5      | 1965, 1989, 2012, 2017, 2021                                                                                           | 1963, 2008, 2014, 2015, 2016             |
| アイントラハト・フランクフルト     | 5    | 4      | 1974, 1975, 1981, 1988, 2018                                                                                           | 1964, 2006, 2017, 2023                   |
| 1.FCケルン                         | 4    | 6      | 1968, 1977, 1978, 1983                                                                                                 | 1954, 1970, 1971, 1973, 1980, 1991       |
| VfBシュトゥットガルト              | 4    | 3      | 1954, 1958, 1997, 2025                                                                                                 | 1986, 2007, 2013                         |
| 1.FCニュルンベルク                 | 4    | 2      | 1935, 1939, 1962, 2007                                                                                                 | 1940, 1982                               |
| ハンブルガーSV                     | 3    | 3      | 1963, 1976, 1987 | 1956, 1967, 1974                         |
| ボルシア・メンヒェングラートバッハ | 3    | 2      | 1960, 1973, 1995 | 1984, 1992                               |
| 1.FCカイザースラウテルン           | 2    | 6      | 1990, 1996 | 1961, 1972, 1976, 1981, 2003, 2024       |
| フォルトゥナ・デュッセルドルフ     | 2    | 5      | 1979, 1980 | 1937, 1957, 1958, 1962, 1978             |
| バイエル04 レヴァークーゼン        | 2    | 3      | 1993, 2024 | 2002, 2009, 2020                         |
| カールスルーエSC                   | 2    | 2      | 1955, 1956 | 1960, 1996                               |
| RBライプツィヒ                     | 2    | 2      | 2022, 2023 | 2019, 2021                               |
| ドレスナーSC                       | 2    | –      | 1940, 1941 | –                                        |
| 1860ミュンヘン                     | 2    | –      | 1942, 1964 | –                                        |
| ロートヴァイス・エッセン           | 1    | 1      | 1953 | 1994                                     |
| VfLヴォルフスブルク                | 1    | 1      | 2015 | 1995                                     |
| シュヴァルツヴァイス・エッセン     | 1    | –      | 1959 | –                                        |
| ハノーファー96                     | 1    | –      | 1992 | –                                        |
| VfBライプツィヒ                    | 1    | –      | 1936 | –                                        |
| キッカーズ・オッフェンバッハ       | 1    | –      | 1970 | –                                        |
| バイエル05ユルディンゲン           | 1    | –      | 1985 | –                                        |
| ファースト・ヴィエナ               | 1    | –      | 1943 | –                                        |
| ラピード・ウィーン                 | 1    | –      | 1938 | –                                        |
| MSVデュースブルク                  | –    | 4      | – | 1966, 1975, 1998, 2011                   |
| アレマニア・アーヘン               | –    | 3      | – | 1953, 1965, 2004                         |
| ヘルタBSC                          | –    | 2      | – | 1977, 1979                               |
| VfLボーフム                        | –    | 2      | – | 1968, 1988                               |
| SCフライブルク                     | –    | 1      | – | 2022                                     |
| ヘルタBSC・アマテーア              | –    | 1      | – | 1993                                     |
| ウニオン・ベルリン                 | –    | 1      | – | 2001                                     |
| エネルギー・コットブス             | –    | 1      | – | 1997                                     |
| FSVフランクフルト                  | –    | 1      | – | 1938                                     |
| LSVハンブルク                      | –    | 1      | – | 1943                                     |
| フォルトゥナ・ケルン               | –    | 1      | – | 1983                                     |
| ヴァルトホーフ・マンハイム         | –    | 1      | – | 1939                                     |
| ボルシア・ノインキルヒェン         | –    | 1      | – | 1959                                     |
| シュトゥットガルター・キッカーズ   | –    | 1      | – | 1987                                     |
| アルミニア・ビーレフェルト         | –    | 1      | – | 2025                                     |

## 会場別ランキング
| 順位 | 会場                                                     | ホスト数 |
| ---- | -------------------------------------------------------- | -------- |
| 1    | オリンピアシュタディオン, ベルリン                       | 44       |
| 2    | ニーダーザクセンシュタディオン, ハノーファー             | 8        |
| 3    | ラインシュタディオン, デュッセルドルフ                   | 5        |
| 3    | ネッカーシュタディオン, シュトゥットガルト               | 5        |
| 3    | ヴァルトシュタディオン, フランクフルト                   | 5        |
| 6    | ミュンゲルスドルファー・シュタディオン, ケルン           | 2        |
| 6    | ズュートヴェストシュタディオン, ルートヴィヒスハーフェン | 2        |
| 6    | パルクシュタディオン, ゲルゼンキルヒェン                 | 2        |
| 6    | アウエシュタディオン, カッセル                           | 2        |
| 10   | ローゼナウシュタディオン, アウクスブルク                 | 1        |
| 10   | グリュックアウフ=カンプフバーン, ゲルゼンキルヒェン      | 1        |
| 10   | ヴィルトパルクシュタディオン, カールスルーエ             | 1        |
| 10   | アイントラハト＝シュタディオン, ブラウンシュヴァイク     | 1        |

## 決勝戦の繰り返される組み合わせ
合計8回のファイナルペアリングが11回繰り返されました。この8組の最終組み合わせのうち、6組はバイエルン・ミュンヘンをファイナリストに含めています。これらのペアリングのうち2つは2回以上プレイされています。最も一般的な決勝戦はボルシア・ドルトムント対バイエルン・ミュンヘンで4回発生し、ヴェルダー・ブレーメン対バイエルン・ミュンヘンが3回繰り返されて2番目に多い。ヴェルダー・ブレーメン対バイエルン・ミュンヘンは、1999年と2000年に連続して行われた唯一の最終戦です。繰り返される決勝戦の最長の間隔は、1969年と2005年に36年間隔で発生したバイエルン・ミュンヘン対シャルケ04です。
| 順位 | ペアリング                                              | 数 | 年                     | チームの勝利数                                                          |
| ---- | ------------------------------------------------------- | -- | ---------------------- | ----------------------------------------------------------------------- |
| 1    | ボルシア・ドルトムント v バイエルン・ミュンヘン         | 4  | 2008, 2012, 2014, 2016 | バイエルン : 3勝 (2008年, 2014年, 2016年) ; ドルトムント : 1勝 (2012年) |
| 2    | ヴェルダー・ブレーメン v バイエルン・ミュンヘン         | 3  | 1999, 2000, 2010       | バイエルン : 2勝 (2000年, 2010年) ; ブレーメン : 1勝 (1999年)           |
| 3    | ヴェルダー・ブレーメン v 1.FCカイザースラウテルン       | 2  | 1961, 1990             | ブレーメン : 1勝 (1961年) ; カイザースラウテルン : 1勝 (1990年)         |
| 3    | MSVデュースブルク v バイエルン・ミュンヘン              | 2  | 1966, 1998             | どちらもバイエルンが勝利                                                |
| 3    | フォルトゥナ・デュッセルドルフ v 1.FCケルン             | 2  | 1978, 1980             | ケルン : 1勝 (1978年) ; デュッセルドルフ : 1勝 (1980年)                 |
| 3    | アイントラハト・フランクフルト v バイエルン・ミュンヘン | 2  | 2006, 2018             | バイエルン : 1勝 (2006年) ; フランクフルト : 1勝 (2018年)               |
| 3    | バイエルン・ミュンヘン v シャルケ04                     | 2  | 1969, 2005             | どちらもバイエルンが勝利                                                |
| 3    | バイエルン・ミュンヘン v VfBシュトゥットガルト          | 2  | 1986, 2013             | どちらもバイエルンが勝利                                                |